# Ellynn
Ellynn est un roman de Robert Mallet publié le 21 février 1985 aux éditions Gallimard et ayant reçu le prix des Libraires l'année suivante.

## Résumé
La veuve Martha ne s'entend pas avec sa petite fille Ellynn. Un jour, l'enfant s'enfuit de la maison et se réfugie chez Aubry, un peintre anglais installé depuis peu dans cette région isolée d'Irlande. Le peintre va s'attacher à l'enfant mais également à sa mère. Peu à peu, tous les trois vont s'attirer l'hostilité du voisinage.

## Éditions
- Ellynn, éditions Gallimard, coll. « Blanche », 1985  (ISBN 2-07-070292-8).
- Ellynn, éditions Gallimard, coll. « Folio » no 2117, 1989  (ISBN 978-2-07-038205-7).